# Neofit III Nicejski
Neofit III Nicejski, gr.  Νεόφυτος Γ΄ – ekumeniczny patriarcha Konstantynopola w okresie od czerwca 1636 do 5 marca 1637.